# Albertville Golf & Country Club
De Albertville Golf & Country Club is een golfbaan in Albertville, Verenigde Staten. De baan heeft 18 holes en een par van 72 slagen. De Albertville Golf & Country Club is ontworpen door Leon Howard.

## Bron
- (en)  Worldgolf